# Paxville (hardware)
Paxville era il nome in codice del successore del core Potomac alla base della CPU Intel Xeon MP per sistemi multiprocessore, presentato il 2 novembre 2005.
La sua particolarità fu quella di essere il primo Xeon MP dual core, offrendo quindi di fatto un aumento notevole della potenza elaborativa dei sistemi basati su di esso, dato che un tipico sistema multiprocessore è dotato di 4 o 8 CPU, e con Paxville di colpo l'utente aveva a disposizione da 8 a 16 core di elaborazione.

## Caratteristiche tecniche

### Processo produttivo
Al pari del predecessore Potomac, anche Paxville veniva realizzato mediante il processo produttivo a 90 nm e i 2 core venivano inseriti sul package mediante un approccio a Die Doppio; si tratta dello stesso approccio che veniva utilizzato anche per i processori del settore desktop Pentium D Presler e la controparte di Paxville per i sistemi Xeon DP (biprocessore), conosciuto come Dempsey, che arrivò sul mercato a maggio 2006 (il primo Pentium D, Smithfield, vedeva invece i 2 core uniti nello stesso die mediante un approccio a Die Singolo).
Il bus, che serviva anche a collegare i 2 core tra loro, era quello quad pumped a 800 MHz per i modelli di punta (utilizzato per la prima volta in un sistema MP, proprio grazie a Paxville), e quello ridotto a 667 MHz per le versioni più a buon prezzo. Anche la dotazione di cache L2 era variabile, essendo presenti sia modelli con 1 MB per ogni core (totale 2 MB), sia modelli con 2 MB per ogni core (totale 4 MB). Questi ultimi erano in sostanza 2 core di Xeon DP Irwindale montati sullo stesso package, ottenendo un die di 299 mm² di superficie.

#### Sfruttamento della cache L2
Nei processori dual core e multi core si pone il problema di come sfruttare la grande dotazione di cache L2 e come gestirne l'accesso da parte dei vari core. I diversi approcci di costruzione cui si è accennato poco sopra, comportano pro e contro relativamente ai metodi di fruizione di questa preziosa memoria aggiuntiva. Buona parte di questi aspetti è evidenziata nella voce Dual core (gestione della cache), in cui si fa riferimento anche ad altri processori che sfruttano i differenti approcci.

### Tecnologie implementate
Da Potomac, Paxville ereditò anche tutte quelle tecnologie che Intel aveva introdotto via via negli anni all'interno dei propri processori; si andava dalle ormai scontate istruzioni MMX, SSE, SSE2, alle più recenti come, SSE3, EM64T e XD-bit. Come ormai tradizione dei processori Xeon, integrava inoltre il supporto alla tecnologia Hyper-Threading. In Paxville venne introdotta anche la tecnologia di risparmio energetico SpeedStep, già presente negli Xeon DP Irwindale, ma mai implementata in quelli MP.
Per la prima volta, grazie a Paxville, Intel introdusse anche la tecnologia di virtualizzazione Vanderpool, molto utile in ambito server, che aveva lo scopo di far funzionare più sistemi operativi sullo stesso sistema, in contemporanea.

## Processor number anche per gli Xeon
Con Paxville, Intel introdusse il Processor number anche nelle proprie offerte per i server. La numerazione adottata tuttavia era composta da 4 cifre, a differenza di quella a 3 utilizzata per il settore desktop fino a quel momento nei Pentium D e Pentium 4 Prescott; i nuovi modelli venivano indicati come Xeon MP serie 7000.

## Chipset supportati
Il bus a 667 MHz era supportato dal chipset iE8500, mentre quello a 800 MHz dalla sua evoluzione, l'iE8501.

## Un debutto anticipato
Il debutto di Paxville venne anticipato rispetto a quanto originariamente indicato da Intel, ovvero il primo trimestre 2006; alla base di questa scelta vi era la necessità di spingere con sempre più vigore verso la diffusione delle architetture dual core anche in ambito server e workstation, offrendo maggiore flessibilità agli utenti. Inoltre, il fatto che AMD avesse proposto le prime soluzioni dual core in ambito server ad aprile 2005 con i propri Opteron, cioè quasi sei mesi prima di Intel, rese ovviamente ancora più importante l'ingresso del colosso americano in questo settore.

## Prezzi dei vari modelli al lancio
Di seguito i prezzi che i vari modelli di Paxville avevano al momento del lancio sul mercato il 2 novembre 2005:
- Xeon MP 7041 - 3157 $
- Xeon MP 7040 - 3157 $
- Xeon MP 7030 - 1980 $
- Xeon MP 7020 - 1177 $

## Paxville DP

### Solo un "tappabuchi"?
Per poter passare alla nuova architettura dual core, non solo nel campo degli Xeon MP, ma anche in quello degli Xeon DP, destinati ai sistemi biprocessore, Intel rilasciò l'11 ottobre 2005 una particolare versione di Paxville, chiamata Paxville DP, affiancandola ad Irwindale alla base della piattaforma Lindenhurst con cui rimaneva perfettamente compatibile, sebbene questo non fosse mai stato dato per scontato fino al momento della presentazione. La conseguenza più evidente di questo fatto era la possibilità di aggiornare un sistema basato su Irwindale e chipset iE7520, semplicemente sostituendo la CPU (con l'indubbio vantaggio del raggiungimento degli 8 core logici in un sistema a due processori).
Nonostante il chip fosse compatibile però, nacquero diversi problemi a livello fisico con le schede esistenti e con molti dei chipset in virtù del fatto che esso richiedeva un dissipatore di dimensioni più generose rispetto ai precedenti, e quindi era necessario che le schede avessero dei fori di ancoraggio di diametro maggiore rispetto a quelli praticati fino a quel momento dai costruttori per i dissipatori pensati per Irwindale. Di conseguenza l'annunciata compatibilità non fu proprio totale a causa di queste banali complicazioni.
In ogni caso le soluzioni Paxville DP erano state pensate per essere utilizzate solo dagli utenti più esigenti delle nuove soluzioni dual core, e non raggiunsero infatti il volume di vendite che si era avuto per la soluzione Paxville MP e per il "vero" successore di Irwindale, Dempsey (apparso sul mercato a maggio 2006).

### Caratteristiche tecniche
Essendo "figlio" di Paxville, Paxville DP vantava praticamente le stesse caratteristiche del progetto originale, a parte il BUS adottato che era solo quello a 800 MHz e la cache L2 che era quella di 4 MB totali (2 MB per ogni core).
La frequenza di clock del nuovo processore, pari a 2,8 GHz, era decisamente più conservativa rispetto ai 3,8 GHz delle più veloci soluzioni Intel Xeon single core Irwindale in commercio fino a quel momento, ma secondo Intel questo fatto non avrebbe penalizzato il nuovo arrivato soprattutto in virtù del fatto che i software che giravano sui server erano comunque già ottimizzati per il calcolo parallelo e avrebbero sfruttato quindi adeguatamente la caratteristica dual core di Paxville fornendo prestazioni addirittura superiori del 50%. Grazie all'utilizzo della tecnologia Hyper-Threading inoltre, un sistema Xeon biprocessore basato su Paxville DP rendeva disponibile al sistema un numero massimo di 8 core logici. Per quanto riguardava i consumi, invece, Intel dichiarava specifiche termiche equivalenti a quelle delle CPU Xeon single core in commercio precedentemente, ovvero Irwindale, circa 130 W.

## Prezzi dei vari modelli al lancio
Il giorno della presentazione, l'11 ottobre 2005, Intel introdusse un unico modello, il seguente:
- Dual core Xeon DP 2,8 GHz - 1043 $

Era previsto anche l'arrivo, a novembre dello stesso anno, di due ulteriori modelli più potenti, identici nelle caratteristiche a quello già presentato ma con clock maggiorato:
- Dual core Xeon DP 3 GHz - clock di 3 GHz, BUS a 800 MHz, 2 MB cache L2 per ciascun core (totale 4 MB)
- Dual core Xeon DP 3,2 GHz - clock di 3,2 GHz, BUS a 800 MHz, 2 MB cache L2 per ciascun core (totale 4 MB)

ma successivamente Intel ha deciso di non presentarli, delineando così ancor più chiaramente come le soluzioni Paxville DP fossero pensate per un utilizzo estremamente di nicchia e dalla vita "breve".

## I primi sistemi basati Paxville DP
Il 28 settembre 2005, al momento della presentazione degli ultimi modelli di Irwindale, Intel aveva già confermato che nelle settimane successive avrebbe introdotto i primi Xeon Paxville sia DP che MP. Dell fu il primo produttore di sistemi x86 a commercializzare, durante la prima metà di ottobre, server e workstation multi core basati su Paxville: tra questi vi erano modelli a uno o due processori, rack 1U, 2U e 5U, e blade. Alla fine del 2005 Dell rilasciò anche un server a quattro socket capace di ospitare un equivalente numero di processori dual core. Dell affermava che i nuovi sistemi erano in grado di fornire fino al 53% in più di performance rispetto ai precedenti modelli single core.

## Modelli arrivati sul mercato
La tabella seguente mostra i modelli di Xeon, basati su core Paxville, arrivati sul mercato. Molti di questi condividono caratteristiche comuni pur essendo basati su core diversi; per questo motivo, allo scopo di rendere maggiormente evidente tali affinità e "alleggerire" la visualizzazione alcune colonne mostrano un valore comune a più righe. Di seguito anche una legenda dei termini (alcuni abbreviati) usati per l'intestazione delle colonne:
- Nome Commerciale: si intende il nome con cui è stato immesso in commercio quel particolare esemplare.
- Data: si intende la data di immissione sul mercato di quel particolare esemplare.
- Socket: lo zoccolo della scheda madre in cui viene inserito il processore. In questo caso il numero rappresenta oltre al nome anche il numero dei pin di contatto.
- N°Core: si intende il numero di core montati sul package: 1 se "single core" o 2 se "dual core".
- Clock: la frequenza di funzionamento del processore.
- Molt.: sta per "Moltiplicatore" ovvero il fattore di moltiplicazione per il quale bisogna moltiplicare la frequenza di bus per ottenere la frequenza del processore.
- Pr. Prod.: sta per "Processo produttivo" e indica tipicamente la dimensione dei gate dei transistor (180 nm, 130 nm, 90 nm) e il numero di transistor integrati nel processore espresso in milioni.
- Voltag.: sta per "Voltaggio" e indica la tensione di alimentazione del processore.
- Watt: si intende il consumo massimo di quel particolare esemplare.
- Bus: frequenza del bus di sistema.
- Cache: dimensione delle cache di 1º e 2º livello.
- XD: sta per "XD-bit" e indica l'implementazione della tecnologia di sicurezza che evita l'esecuzione di codice malevolo sul computer.
- 64: sta per "EM64T" e indica l'implementazione della tecnologia a 64 bit di Intel.
- HT: sta per "Hyper-Threading" e indica l'implementazione della esclusiva tecnologia Intel che consente al sistema operativo di vedere 2 core logici.
- ST: sta per "SpeedStep Technology" ovvero la tecnologia di risparmio energetico sviluppata da Intel e inserita negli ultimi Pentium 4 Prescott serie 6xx per contenere il consumo massimo.
- VT: sta per "Vanderpool Technology", la tecnologia di virtualizzazione che rende possibile l'esecuzione simultanea di più sistemi operativi differenti contemporaneamente.

| Xeon DP                   | Xeon DP     | Xeon DP | Xeon DP | Xeon DP  | Xeon DP | Xeon DP        | Xeon DP | Xeon DP | Xeon DP | Xeon DP                   | Xeon DP | Xeon DP | Xeon DP | Xeon DP | Xeon DP |
| Nome Commerciale          | Data        | Socket  | N°Core  | Clock    | Molt.   | Pr.Prod.       | Voltag. | Watt    | Bus     | Cache                     | XD      | 64      | HT      | ST      | VT      |
| ------------------------- | ----------- | ------- | ------- | -------- | ------- | -------------- | ------- | ------- | ------- | ------------------------- | ------- | ------- | ------- | ------- | ------- |
| Dual core Xeon DP 2,8 GHz | 11/ott/2005 | 604     | 2       | 2,8 GHz  | 14x     | 90 nm 376 mil. | 1,3 V   | 135 W   | 800 MHz | L1=2x16KB L2=2x2MB L3=0MB | Sì      | Sì      | Sì      | Sì      | Sì      |
| Xeon MP                   |             |         |         |          |         |                |         |         |         |                           |         |         |         |         |         |
| Xeon MP 7020              | 2/nov/2005  | 604     | 2       | 2,66 GHz | 16x     | 90 nm 230 mil. | 1,3 V   | 165 W   | 667 MHz | L1=2x16KB L2=2x1MB L3=0MB | Sì      | Sì      | Sì      | Sì      | Sì      |
| Xeon MP 7030              | 2/nov/2005  | 604     | 2       | 2,8 GHz  | 14x     | 90 nm 230 mil. | 1,3 V   | 165 W   | 800 MHz | L1=2x16KB L2=2x1MB L3=0MB | Sì      | Sì      | Sì      | Sì      | Sì      |
| Xeon MP 7040              | 2/nov/2005  | 604     | 2       | 3 GHz    | 18x     | 90 nm 376 mil. | 1,3 V   | 165 W   | 667 MHz | L1=2x16KB L2=2x2MB L3=0MB | Sì      | Sì      | Sì      | Sì      | Sì      |
| Xeon MP 7041              | 2/nov/2005  | 604     | 2       | 3 GHz    | 15x     | 90 nm 376 mil. | 1,3 V   | 165 W   | 800 MHz | L1=2x16KB L2=2x2MB L3=0MB | Sì      | Sì      | Sì      | Sì      | Sì      |

Nota: la tabella soprastante è un estratto di quella completa contenuta nella pagina dello Xeon.

## I successori
Tra il 2005 e il 2006 Paxville prima, e il suo successore Tulsa (presentato a fine agosto 2006) poi, costituirono insieme al chipset iE8500 la piattaforma Truland per gli Xeon MP.
Nel campo degli Xeon DP, invece, la piattaforme Bensley e Glidewell arrivarono a maggio 2006 grazie a Dempsey; infatti, Paxville DP rimaneva parte della precedente piattaforma Lindenhurst.